# Sonata para piano n.º 21 (Beethoven)

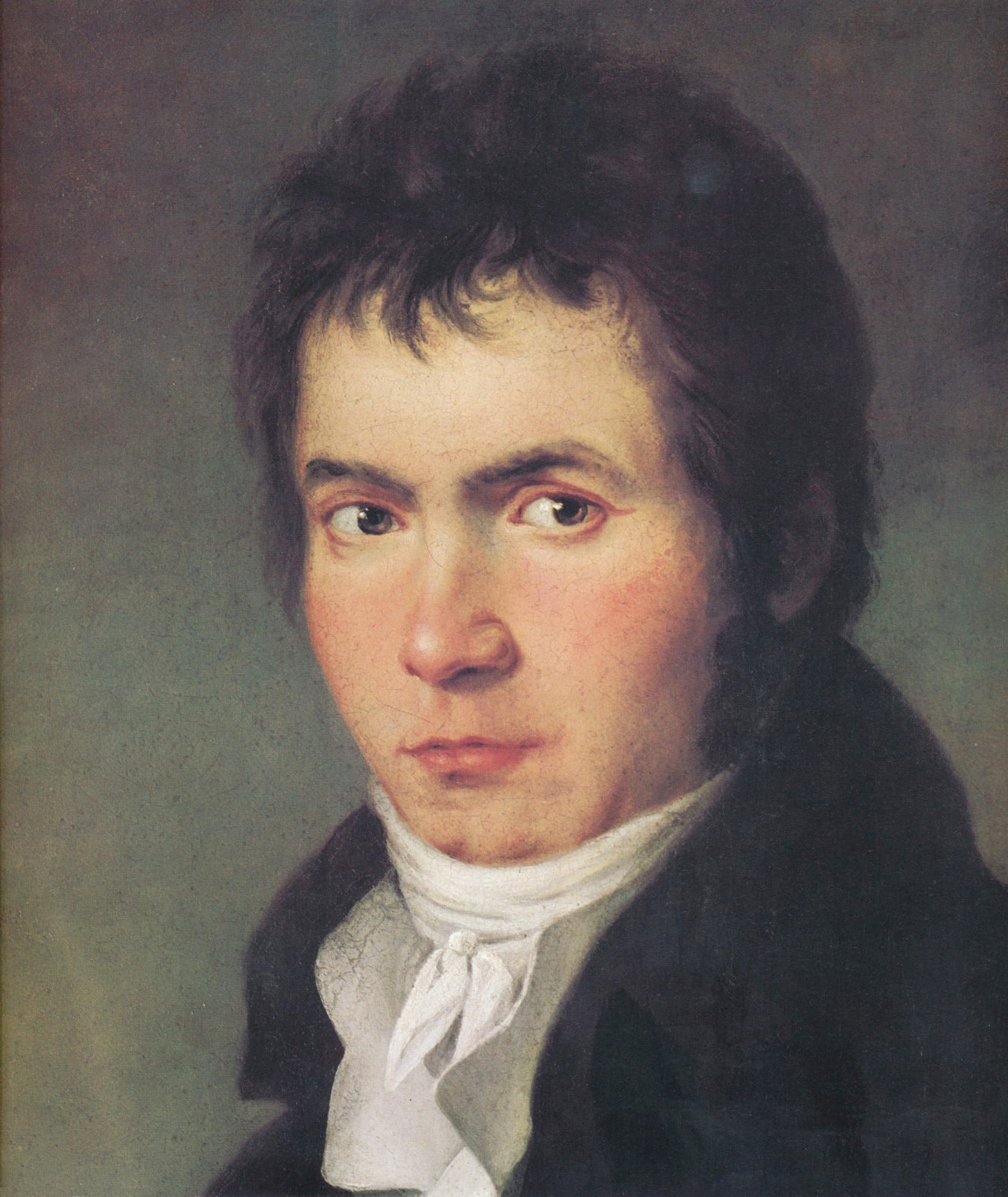
Beethoven en 1804.

La sonata para piano n.º 21 en do mayor, Op. 53, también conocida como "Waldstein" y como "L'Aurore" en Francia, fue compuesta por Ludwig van Beethoven en 1804. La partitura está dedicada al conde Ferdinand von Waldstein de Viena. Está considerada como una de las tres sonatas para piano más notables de su periodo medio, junto con la Sonata Appassionata, Op. 57 y Les adieux, Op. 81a. 

## Historia

### Composición

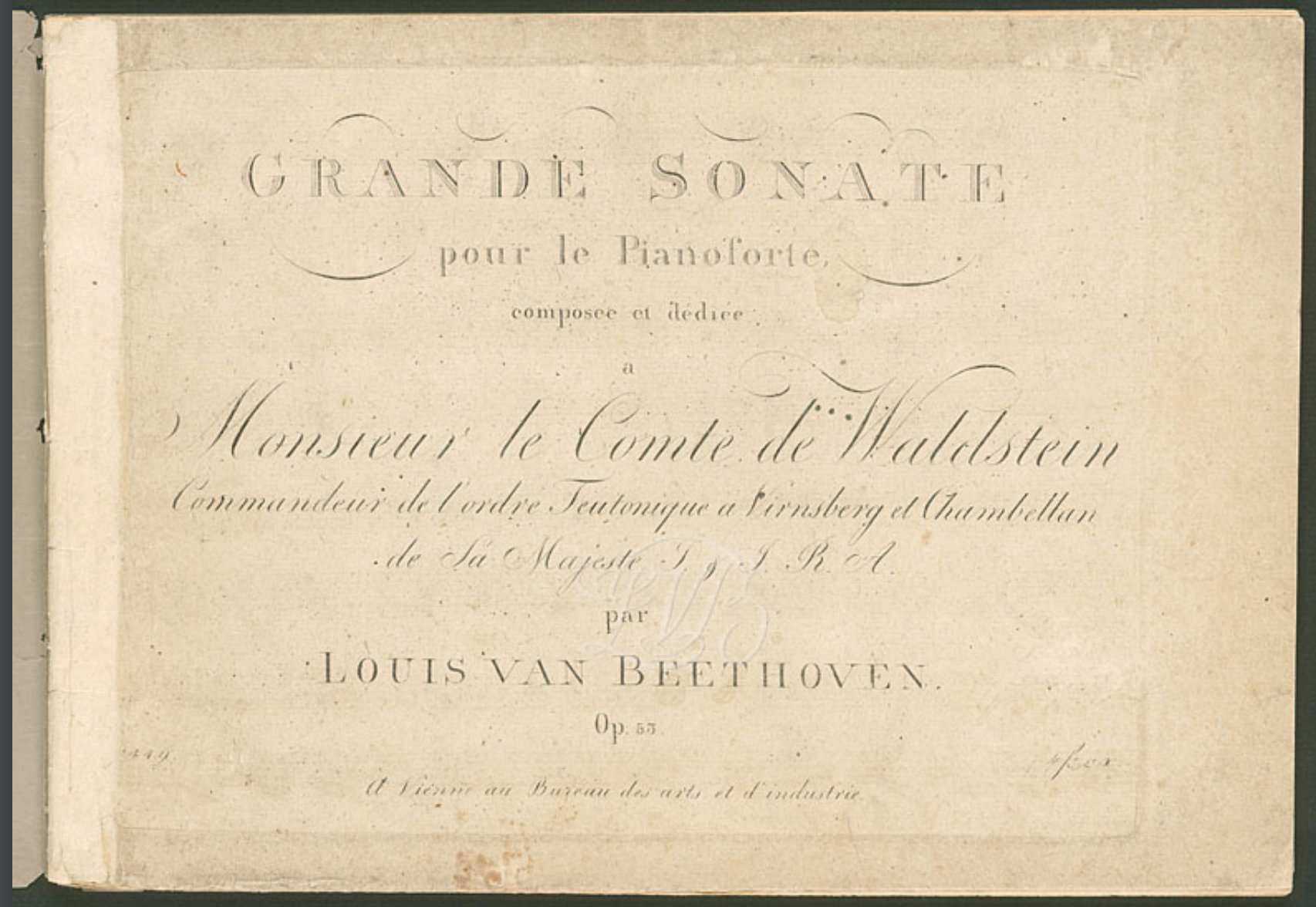
Portada de la primera edición del Op. 53.

La inspiración para escribir esta sonata, una de las más logradas de las 32, llegó con la adquisición de un fortepiano de la casa Erard en 1803. Desde hacía unos dos años el compositor sabía que estaba perdiendo audición, pero aún estaba lejos de la sordera total. Los tonos más nítidos del nuevo instrumento le resultaban mucho más atractivos que los de su viejo piano Walter.
La composición de la pieza se desarrolló entre mayo y noviembre de 1803 y finalizada en el verano de 1804. En este periodo pasó la mayor parte del tiempo en balnearios de Baden y Oberdöbling, cerca de Viena. Los bocetos del Op. 53 muestran que el maestro alemán estaba trabajando a la vez en la Sinfonía n.º 3 "Eroica", así como en la obertura de la ópera Fidelio conocida como Obertura Leonore n.º 2. Se conserva una partitura autógrafa del Op. 53, pero se especula si esta fue la base utilizada para la primera edición, debido a las numerosas diferencias entre las dos fuentes. La Waldstein es una de las primeras obras clave de la década «heroica de Beethoven» (1803-1812) y estableció un estándar en la composición para piano a lo grande y supuso un gran reto para los pianistas.

### Publicación

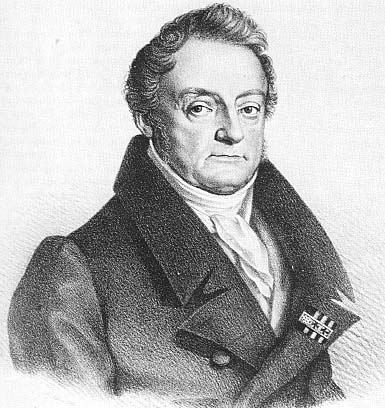
Conde von Waldstein, dedicatario de la obra.

El compositor ofreció la sonata junto con otras piezas a la editorial Breitkopf & Härtel para su publicación en una carta que data del 26 de agosto de 1804. Esta oferta no llegó a materializarse y se desconocen los motivos que provocaron el cambio de editorial. Finalmente, la obra fue publicada por primera vez por la editorial Bureau des Arts et d'Industrie en mayo de 1805 en Viena bajo el elaborado título: "Grande Sonate pour le Pianoforte, composée et dédiée à Monsieur le Comte de Waldstein, commandeur de l'ordre Teutonique à Virnsberg et Chambellan de Sa Majesté J. & J. R. A. par Louis van Beethoven, Op. 53".
La dedicatoria de la partitura es para el conde Ferdinand Ernest Gabriel von Waldstein, que era amigo íntimo del compositor y había sido su mecenas desde la época en que ambos residían en Bonn. Posteriormente Waldstein fue destinado a Viena en misión diplomática. Es probable que el conde influyera en que el Elector de Bonn, Maximiliano Francisco, enviara a Beethoven también a Viena para recibir formación de Joseph Haydn. Para la fecha en la que el Op. 53 le fue dedicado, Waldstein había perdido su fortuna e influencia política debido a su obsesión con derrotar a Napoleón.

### Nombre
El sobrenombre "Waldstein" deriva de la dedicatoria de la pieza al mencionado conde. Al igual que el Trío Archiduque, Op. 97 (una de las muchas piezas dedicadas al archiduque Rodolfo), esta sonata es la que recibe el nombre Waldstein a pesar de que también le dedicó otras obras. También es conocida como "L'Aurora" en italiano, por la sonoridad de los acordes de apertura del tercer movimiento pensado para evocar una imagen del amanecer.

## Estructura y análisis
La sonata consta de tres movimientos:
- I. Allegro con brio, en do mayor 4
4
- II. Introduzione. Adagio molto [-attacca-], en fa mayor 6
8
- III. Rondo. Allegretto moderato, en do mayor 2
4

La interpretación de esta obra dura aproximadamente 24 minutos. Es una de las sonatas de piano más grandes y técnicamente más desafiantes de Beethoven. La primera sección del Rondo requiere un trino de pedal simultáneo, una melodía aguda y rápidos pasajes en la mano izquierda, mientras que las octavas en glissando de la coda, escritas como un diálogo entre las manos. Todo ello obliga incluso a los intérpretes avanzados a tocar una versión simplificada, ya que es más exigente tocar el pasaje en el mecanismo más pesado de un piano moderno que en un instrumento de principios del siglo XIX.

### I.Allegro con brio
El primer movimiento, Allegro con brio, está escrito en la tonalidad de do mayor, en compás de 4/4 y adopta la forma sonata-allegro de grandes dimensiones. Se abre de manera memorable con unos acordes en pianissimo dando lugar a un tema rítmico, impulsivo y obsesivo, que carece de melodía durante los dos primeros compases, luego asciende rápidamente y cierra con un ascenso de tres notas en la mano izquierda y un descenso de tres notas en la derecha. Este tema crea un enorme espacio sonoro así como un auténtico campo de energía entre los martilleantes acordes de la mano izquierda y la finalización de la frase por la mano derecha, varias octavas más agudo. Reiterado, partiendo de un registro ligeramente más grave, el tema parece menos enérgico, pero el efecto es ilusorio. Mientras el nivel de energía se mantiene elevado, se desarrollan ideas adicionales y se presenta el segundo tema a medida que cada una de estas ideas lucha por dominar el discurso de la composición. Este segundo sujeto, en mi mayor, introduce un momento de calma, aunque ésta se disipa rápidamente, dirigiéndose hacia un final brillante y triunfal con la intensidad rítmica subyacente del tema principal. El desarrollo empieza con un matiz más oscuro del tema principal, que luego toma una nueva dirección. Los materiales previos se entrelazan y desarrollan generando una considerable tensión. En la repetición que sigue, el compositor evita de manera ingeniosa una mera reexposición, expandiendo la frase al final de la primera reaparición del tema principal. Hay otros muchos toques hábiles en esta pieza, incluida la brillante coda basada en el tema principal.

### II.Introduzione. Adagio molto
El segundo movimiento, Introduzione. Adagio molto, está en fa mayor y en compás de 6/8. Comienza con un breve tema de carácter serio, solemne e introspectivo que extrae su inmenso poder dramático de las numerosas transformaciones figurativas de la frase inicial de tres notas que abarca el intervalo de sexta. Significativamente, el ambiente misterioso y contemplativo de la apertura se enriquece con el lirismo expresivo de la melodía que aparece en la parte central. Este contrapunto de puro lirismo y contemplación es la esencia del movimiento. Su cierre queda abierto ya que se debe iniciar el rondo de forma repentina tal como indica el término "attacca". Ferdinand Ries, amigo y biógrafo del compositor, comentó que el segundo movimiento original para este opus era mucho más extenso. Después de que algunos amigos le sugirieran que era demasiado largo, Beethoven decidió no incluirlo en la sonata pero sí lo publicó por separado al mismo tiempo que la sonata bajo el nombre Andante favori, WoO 57. 

### III.Rondo. Allegretto moderato
El tercer y último movimiento, Rondo. Allegretto moderato, está de nuevo en la tonalidad inicial, en compás de 2/4 y sigue la forma rondó (A-B-A-C-desarrollo-A-B-Coda). Sin pausa por la indicación attacca, la música emerge de la atmósfera reflexiva del Adagio y florece en el brillante tema principal del finale. Es una melodía de siete notas y repite todas menos la última. Se toca pianissimo con las manos cruzadas y tiene un carácter pastoral en sus instantes iniciales más tranquilos. Este ambiente apacible se transforma en uno de celebración extática en fortissimo con escalas muy rápidas en la mano izquierda y un trino continuo en la dominante con la mano derecha. El segundo tema, una serie de acordes quebrados en tresillos, es rápidamente interrumpida por una sección turbulenta en la menor que anuncia el episodio central. La música regresa a do mayor y el tema dulce es repetido seguido por una serie de octavas en stacatto en do menor que marcan el inicio del episodio central, uno de los pocos casos en los que se ve tal cambio melódico, una técnica que repetirá en trabajos más amplios como el Concierto para piano "Emperador". Pronto las octavas son acompañadas por tresillos en la mano izquierda y después en la derecha. La música se vuelve cada vez más tensa hasta alcanzar una cadencia en do menor. Al desarrollar el tema se introducen nuevas ideas, la intensidad dramática del movimiento, reforzada por una figuración repetitiva de octavas en la mano izquierda, cede a momentos de fatiga. Se retoma el tema inicial en acordes, imponiendo un alegre y triunfal sentido del orden. A continuación desarrolla el tema, apareciendo en la bemol mayor (cc. 221 - 224), en fa menor (cc. 225 - 228) y luego en re bemol mayor (cc. 229 - 232), para regresar, tras el gran drama, al tema en do mayor ejecutado en fortissimo. Una brillante coda cierra la obra. Esta sonata constituye una de las grandes obras del repertorio pianístico debido a su poderoso impulso rítmico, su inventiva armónica, su incandescencia temática y su riqueza de ideas.